# (21337) Sansepolcro
(21337) Sansepolcro est un astéroïde de la ceinture principale découvert en 1997.

## Description
(21337) Sansepolcro a été découvert le 17 janvier 1997 sur le site Campo Imperatore de l'observatoire de Rome (Italie), par Andrea Boattini et Andrea Di Paola.

### Caractéristiques orbitales
L'orbite de cet astéroïde est caractérisée par un demi-grand axe de 2,98 UA, un périhélie de 2,76 UA, une excentricité de 0,07 et une inclinaison de 9,68° par rapport à l'écliptique. Du fait de ces caractéristiques, à savoir un demi-grand axe compris entre 2 et 3,2 UA et un périhélie supérieur à 1,666 UA, il est classé, selon la JPL Small-Body Database, comme objet de la ceinture principale.

### Caractéristiques physiques
(21337) Sansepolcro a une magnitude absolue (H) de 13,8 et un albédo estimé à 0,177.